# Tahia Kazem
Tahia Kazem (Arabe : تحية كاظم), née le 1er mars 1920 à Téhéran et morte le 25 mars 1992 au Caire, est l'épouse du président égyptien Gamal Abdel Nasser. Elle est ainsi Première dame d'Égypte entre 1956 et 1970.

## Biographie
Le père de Tahia Kazem, Kazem Baghdadi, est un clerc d'origine iranienne. Elle épouse Nasser en 1944, après que son père et le bey Kazrouni  (chef honoraire de la communauté iranienne en Égypte) aient approuvé leur mariage. Ils ont ensemble cinq enfants (trois fils et deux filles).
En 1973, trois ans après le décès de son époux, elle écrit ses mémoires sur sa vie de famille.

## Sources
- (en) Cet article est partiellement ou en totalité issu de l’article de Wikipédia en anglais intitulé « Tahia Kazem » (voir la liste des auteurs).